# Station Anstaing
Station Anstaing is een spoorwegstation in de Franse gemeente Anstaing. Het station ligt aan de voormalige spoorlijn Somain - Halluin.